# Френуа (Кот-д’Ор)
Френуа́ (фр. Frénois) — коммуна во Франции, находится в регионе Бургундия. Департамент коммуны — Кот-д’Ор. Входит в состав кантона Сен-Сен-л’Аббеи. Округ коммуны — Дижон.
Код INSEE коммуны — 21286.

## Население
Население коммуны на 2010 год составляло 90 человек.
| 1962 | 1968 | 1975 | 1982 | 1990 | 1999 | 2010 |
| ---- | ---- | ---- | ---- | ---- | ---- | ---- |
| 45   | 65   | 40   | 58   | 51   | 65   | 90   |

## Экономика
В 2010 году среди 52 человек трудоспособного возраста (15—64 лет) 38 были экономически активными, 14 — неактивными (показатель активности — 73,1 %, в 1999 году было 69,2 %). Из 38 активных жителей работали 37 человек (17 мужчин и 20 женщин), безработной была 1 женщина. Среди 14 неактивных 4 человека были учениками или студентами, 8 — пенсионерами, 2 были неактивными по другим причинам.